# وایونت
وایونت (به ایتالیایی: Vajont) یک کومونه در ایتالیا است که در استان پوردنونه واقع شده‌است. وایونت ۱٫۵۸ کیلومتر مربع مساحت و ۱٬۷۴۱ نفر جمعیت دارد و ۲۸۷ متر بالاتر از سطح دریا واقع شده‌است.